# Afrika-Meisterschaften im Straßenradsport 2012
Die 8. Afrika-Meisterschaften im Straßenradsport wurden vom 6. bis 11. November 2012 in Ouagadougou, der Hauptstadt von Burkina Faso, ausgetragen.

## Resultate

### Straßenradsport

#### Männer
| Disziplin             | Platz | Land      | Athlet                                                                         |
| --------------------- | ----- | --------- | ------------------------------------------------------------------------------ |
| Straßenrennen         | 1     | Eritrea   | Natnael Berhane                                                                |
|                       | 2     | Südafrika | Jay Robert Thomson                                                             |
|                       | 3     | Eritrea   | Frekalski Debesay                                                              |
| Einzelzeitfahren      | 1     | Eritrea   | Daniel Teklehaimanot                                                           |
|                       | 2     | Äthiopien | Tsgabu Grmay                                                                   |
|                       | 3     | Südafrika | Jay Robert Thomson                                                             |
| Mannschaftszeitfahren | 1     | Eritrea   | Natnael Berhane Jani Tewelde Weldegabir Daniel Teklehaimanot Frekalski Debesay |
|                       | 2     | Tunesien  | Maher Hasnaoui Rafaâ Chtioui Akkouche Said Ali Ahmed M'Raihi                   |
|                       | 3     | Algerien  | Karim Hadjbouzit Fayçal Hamza Adel Barbari Hichem Chaabane                     |

#### Frauen
| Disziplin        | Platz | Land      | Athlet           |  |
| ---------------- | ----- | --------- | ---------------- |  |
| Straßenrennen    | 1     | Südafrika | Ashleigh Moolman |  |
|                  | 2     | Südafrika | An-Li Pretorius  |  |
|                  | 3     | Südafrika | Lise Olivier     |  |
| Einzelzeitfahren | 1     | Südafrika | Ashleigh Moolman |  |
|                  | 2     | Südafrika | An-Li Pretorius  |  |
|                  | 3     | Namibia   | Vera Adrian      |  |

#### Junioren
| Disziplin        | Platz | Land         | Athlet                    |
| ---------------- | ----- | ------------ | ------------------------- |
| Straßenrennen    | 1     | Algerien     | Abderrahmane Bouchlagheme |
|                  | 2     | Südafrika    | Nicolal Germishuis        |
|                  | 3     | Burkina Faso | Karim Bonkoungou          |
| Einzelzeitfahren | 1     | Algerien     | Abderrahmane Bouchlagheme |
|                  | 2     | Mauritius    | Sébastien Tyack           |
|                  | 3     | Algerien     | Abderrahmane Mansouri     |